# Paragoniates alburnus
Paragoniates alburnus är en fiskart som beskrevs av Steindachner, 1876. Paragoniates alburnus ingår i släktet Paragoniates och familjen Characidae. Inga underarter finns listade i Catalogue of Life.